# Заводська (станція метро, Дніпро)
«Заводська» — станція Центрально-Заводської лінії Дніпровського метрополітену між станціями «Металургів» та «Проспект Свободи».
Відкрита 29 грудня 1995 року в складі пускової ділянки «Покровська» — «Вокзальна» метрополітену в Дніпрі.
Станція має лише один вихід на поверхню. Розташована на вулиці Маяковського поруч із головним входом до Дніпровського заводу металургійного обладнання (ДЗМО). Пересадка на приміські електропоїзди на залізничній платформі 184 км залізниці Верхівцеве — Дніпро-Головний. Місцевість розташування станції — Сухий острів, — селище, південна околиця Нові Кодаки. Початково станція планувалася біля заводу ДЗМО — головного підприємства з виробництва тюбингів для прокладки тунелів метро. Інше можливе розташування могло бути у центрі Нових Кодак. 
Тип станції — односклепінна глибокого закладення. Довжина посадкових платформ — 102 м.
Режим роботи — 05:35—23:00.
Мобільне покриття відсутнє.
Станція без колійного розвитку.

## Фотогалерея

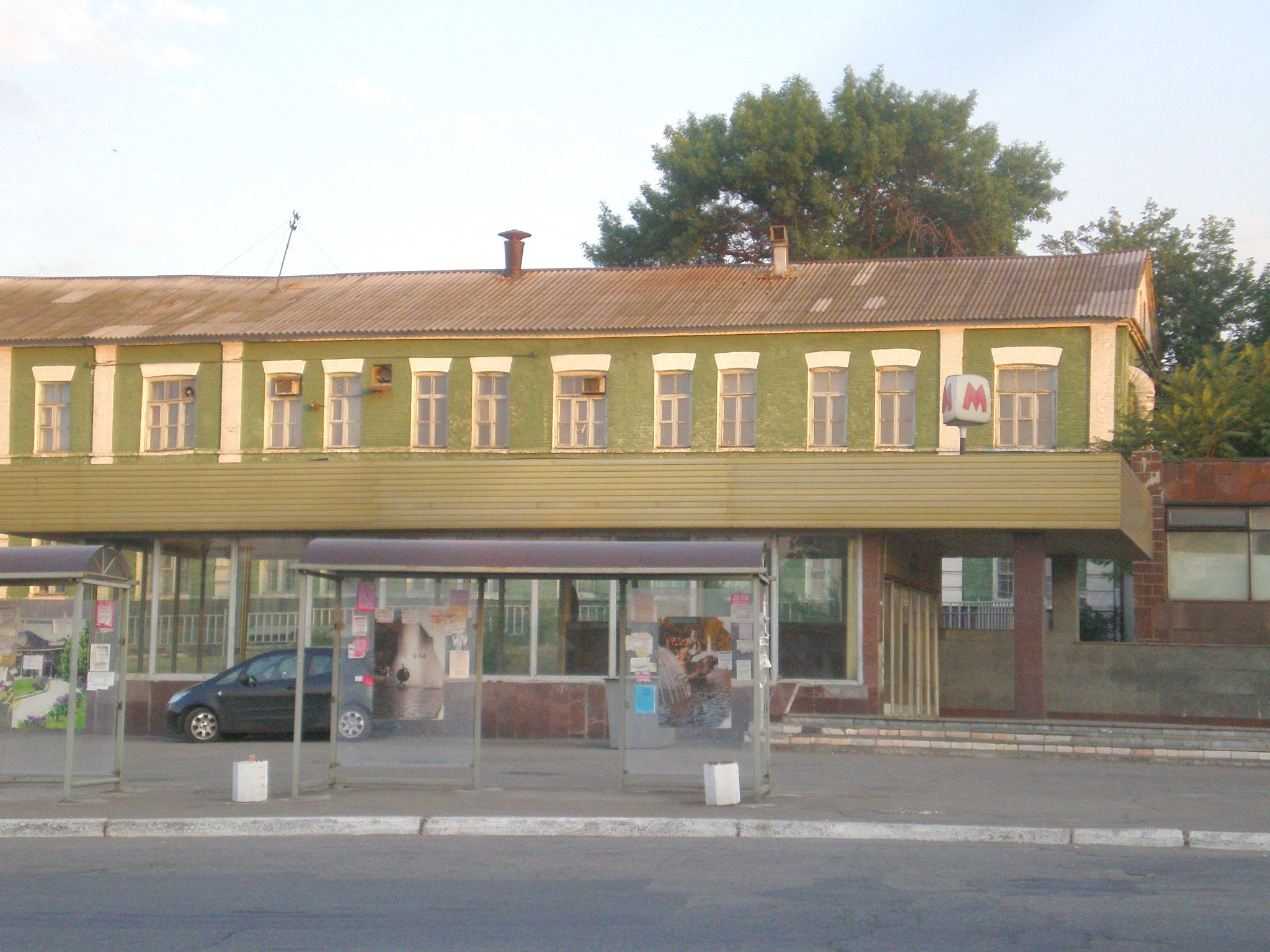
Зупинка транспорту біля станції метро
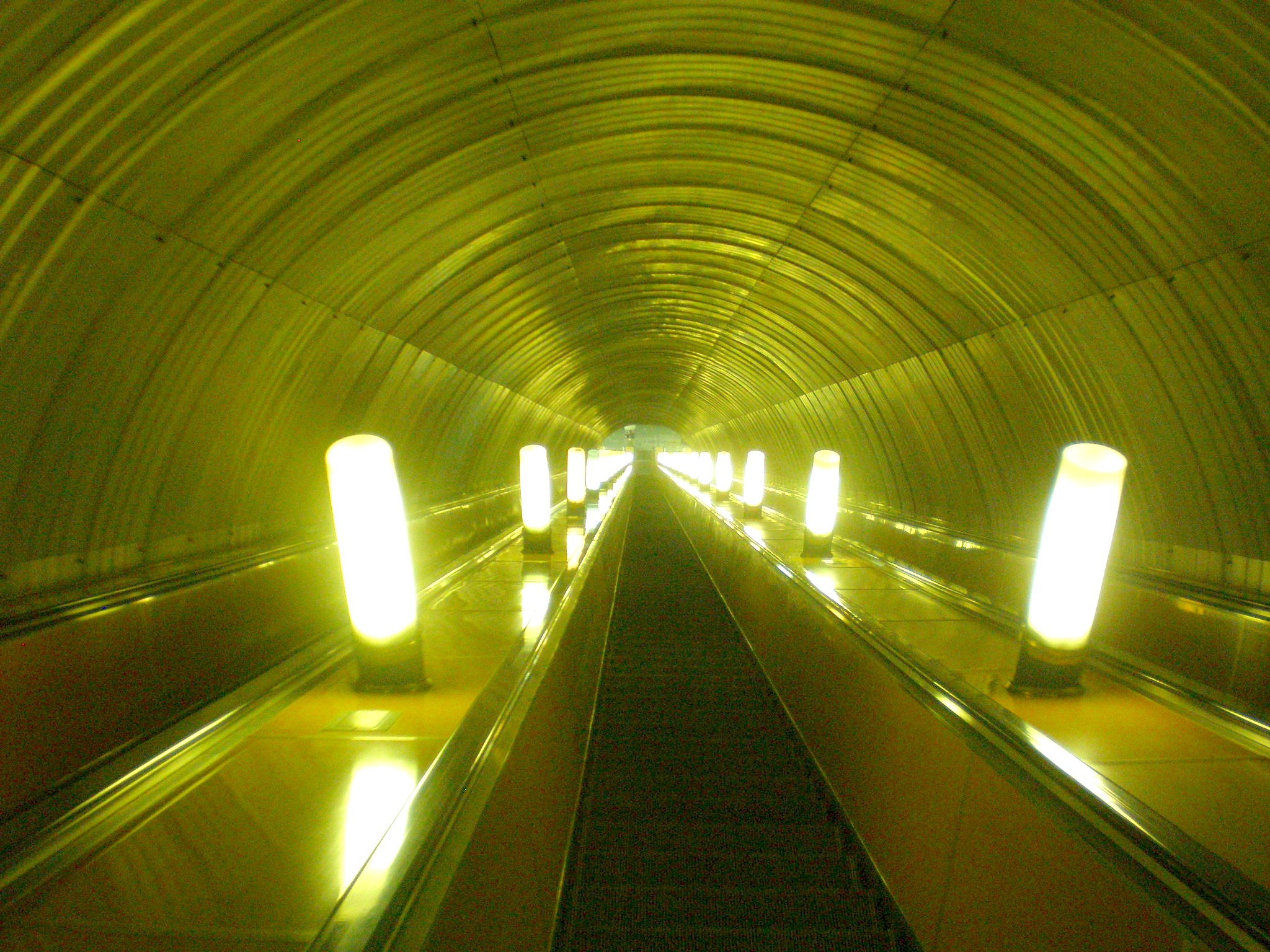
Ескалаторний тунель
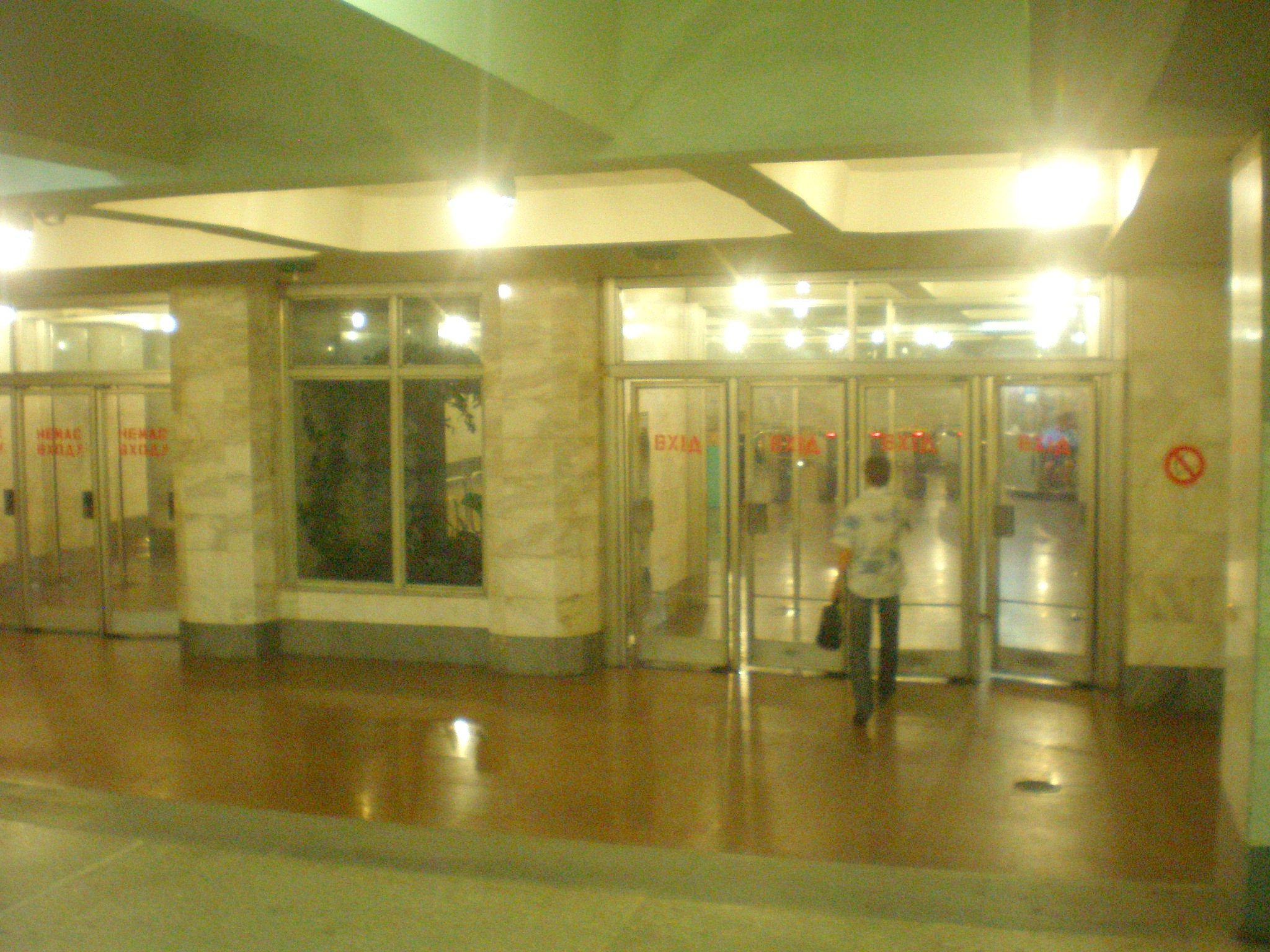
Вестибюль станції
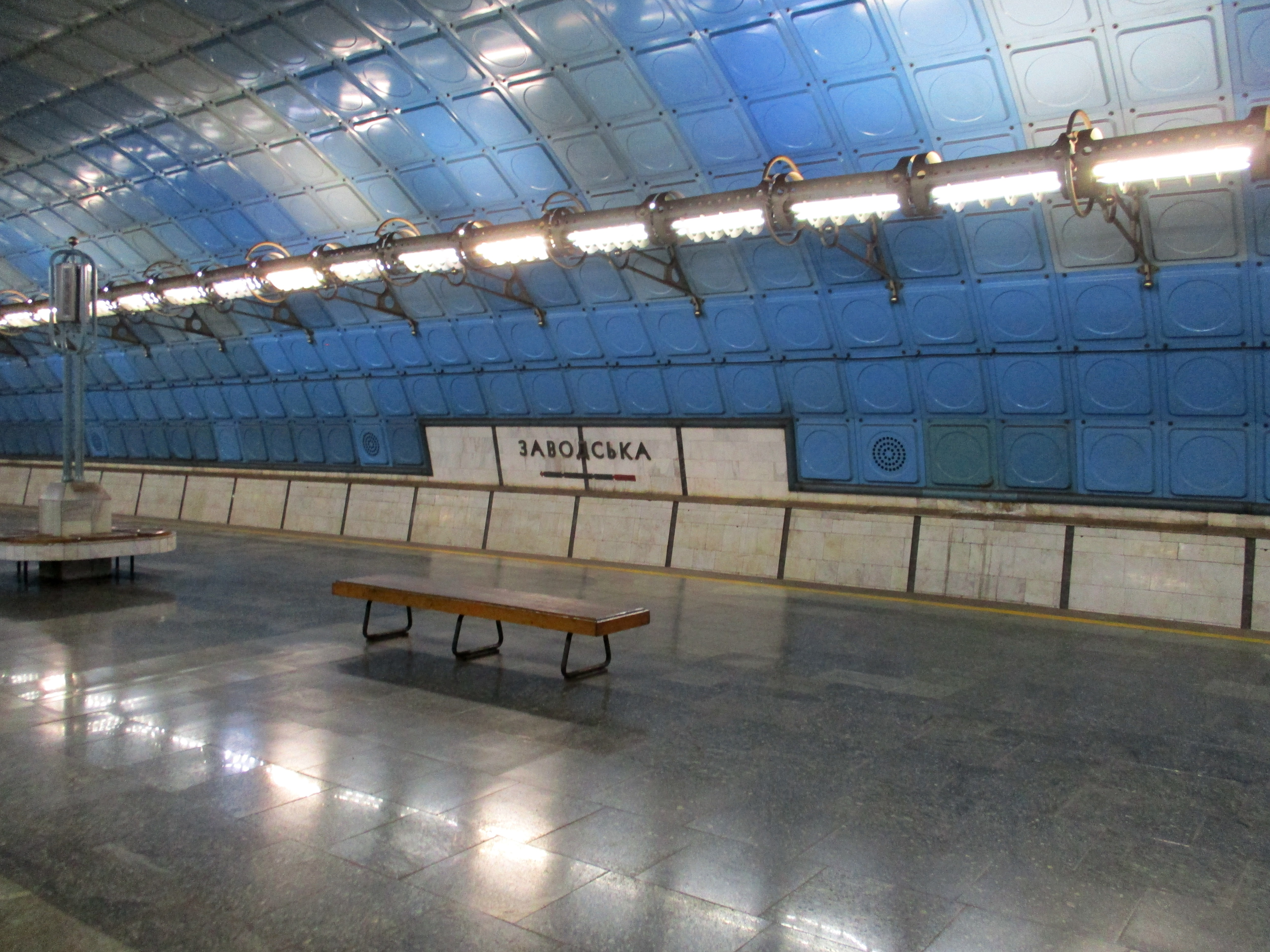
Платформа станції
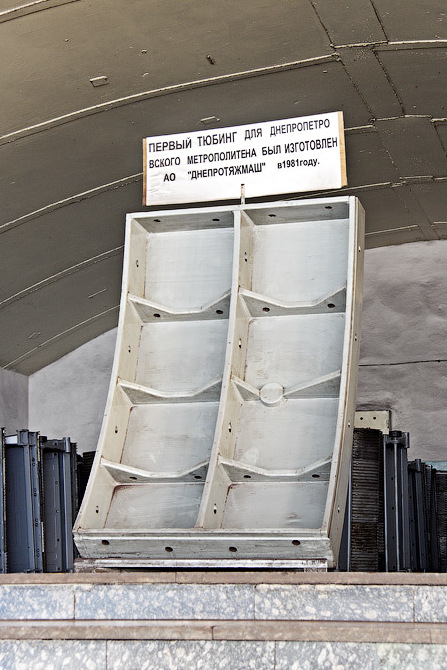
Перший тюбінг, (1981)